# 婆罗摩笈多-斐波那契恒等式
婆罗摩笈多-斐波那契恒等式 是以下的恒等式：
{\displaystyle {\begin{aligned}\left(a^{2}+b^{2}\right)\left(c^{2}+d^{2}\right)&{}=\left(ac-bd\right)^{2}+\left(ad+bc\right)^{2}\ \qquad \qquad (1)\\&{}=\left(ac+bd\right)^{2}+\left(ad-bc\right)^{2}.\qquad \qquad (2)\end{aligned}}}
这个恒等式说明了如果有两个数都能表示为两个平方数的和，则这两个数的积也可以表示为两个平方数的和。例如，
{\displaystyle (1^{2}+4^{2})(2^{2}+7^{2})=30^{2}+1^{2}=26^{2}+15^{2}.\,}
(1)和(2)都可以用展开多项式的方法来证实。(2)可以通过把(1)中的{\displaystyle b}换成{\displaystyle -b}来得出。
这个等式在整数环和有理数环中都成立。更一般地，在任何的交换环中都成立。 
它在数论中有很多应用，例如费马平方和定理说明任何被4除余1的素数都能表示为两个平方数的和，则根据婆罗摩笈多-斐波那契恒等式，任何两个被4除余1的素数的积也都能表示为两个平方数的和。

## 證明
{\displaystyle {\begin{aligned}\left(a^{2}+b^{2}\right)\left(c^{2}+d^{2}\right)&=a^{2}c^{2}+a^{2}d^{2}+b^{2}c^{2}+b^{2}d^{2}\\&=\left(a^{2}c^{2}+b^{2}d^{2}{\color {red}-2abcd}\right)+\left(a^{2}d^{2}+b^{2}c^{2}{\color {red}+2abcd}\right)\\&=\left(ac-bd\right)^{2}+\left(ad+bc\right)^{2}\end{aligned}}}
而若將{\displaystyle {\color {red}-2abcd}}與{\displaystyle {\color {red}+2abcd}}互換位置，即可得
{\displaystyle \left(ac+bd\right)^{2}+\left(ad-bc\right)^{2}}

## 相关等式
四平方和恒等式是一个类似的等式，含有四个平方和，与四元数有关。还有一个八平方和恒等式。

## 与复数的关系
如果{\displaystyle a}、{\displaystyle b}、{\displaystyle c}和{\displaystyle d}是实数，那么这个等式与複數的绝对值的乘法性质是等价的，也就是说： 
{\displaystyle |a+bi||c+di|=|(a+bi)(c+di)|\,}
由于
{\displaystyle |a+bi||c+di|=|(ac-bd)+i(ad+bc)|,\,}
两边平方，得
{\displaystyle |a+bi|^{2}|c+di|^{2}=|(ac-bd)+i(ad+bc)|^{2},\,}
根据绝对值的定义，
{\displaystyle (a^{2}+b^{2})(c^{2}+d^{2})=(ac-bd)^{2}+(ad+bc)^{2}.\,}

## 用范数来解释
在{\displaystyle a}、{\displaystyle b}、{\displaystyle c}和{\displaystyle d}是有理数的情况中，这个等式可以解释为域{\displaystyle Q(i)}的范数是积性的。也就是说：
{\displaystyle N(a+bi)=a^{2}+b^{2}\,}且{\displaystyle N(c+di)=c^{2}+d^{2},\,}
而且
{\displaystyle N[(a+bi)(c+di)]=N[(ac-bd)+i(ad+bc)]=(ac-bd)^{2}+(ad+bc)^{2}.\,}
所以，这个等式就是说
{\displaystyle N[(a+bi)(c+di)]=N(a+bi)\cdot N(c+di).\,}